# Драган Копривица
Драган Копривица (Никшић, 1953) јесте универзитетски професор, научни радник, књижевник и публициста из Црне Горе.

## Биографија
Дипломирао и магистрирао је на Филолошком факултету Универзитета у Београду са тезом Послијератна књижевна критика о Чеховљевој приповијеци на српскохрватском језику. Докторирао је дисертацијом Рецепција стваралаштва Леонида Леонова на подручју српскохрватског језика на Филозофском факултету у Никшићу 1992. године.
На Филолошком факултету у Никшићу, у оквиру Студијског програма Руски језик и књижевност, Копривица ради у звању редовног професора за предмете: Стара руска књижевност и Руска књижевност XVIII вијека, и Руска књижевност – реализам. Он такође изводи наставу из сљедећих дисциплина: Руска књижевност 1 – Стара руска књижевност и 18. вијек; Руска књижевност 2 – Романтизам; Руска књижевност 3 – Реализам 1; Руска књижевност 4 – Реализам 2, и Специјални курс из руске књижевности (Реализам. Роман).
Написао је неколико позоришних комада и ТВ ценарио серије Ориђинали.
Живи у Подгорици.

## Награде
- Награда „Исак Самоковлија”, за књигу кратке прозе Завичајни музеј, 1990.
- Награда „Бранко Ћопић”, лист „Осмица”, за дело Град писаца, 1991.
- Награда „Ристо Ратковић”, за књигу за књигу Ми и Они, 1996.
- Награда „Типар”, за дело Без кворума, 2000.
- Награда „Марко Миљанов”, за књигу Један дан са фамилијом Киш, 2011.

## Одабрана дјела
- Приче; Писац под креветом, 1984.[2]
- Студија о обичним људима : (Леонов, Гончаров, Ками), 1988.[3]
- Монодраме, 1997.[4]
- Homo homini, 1998.[5]
- Ми и они, 1999.[6]
- Глупизми, 2004.[7]
- Руски писци нобеловци, Подгорица, 2005.
- Весела Америка, 2007.[8]
- Слушање планине, 2008.[9]
- Већина назадује - остатку напредак --!, 2015.[10]
- Комедије, 2009.[11]
- Семољски рефрени, 2016.[12]
- Град пјесника, роман, 2021.[13]

Преводи
- Три сестре
- Гост, „Матица српска”, Подгорица, 2018.